# Harald Giersing

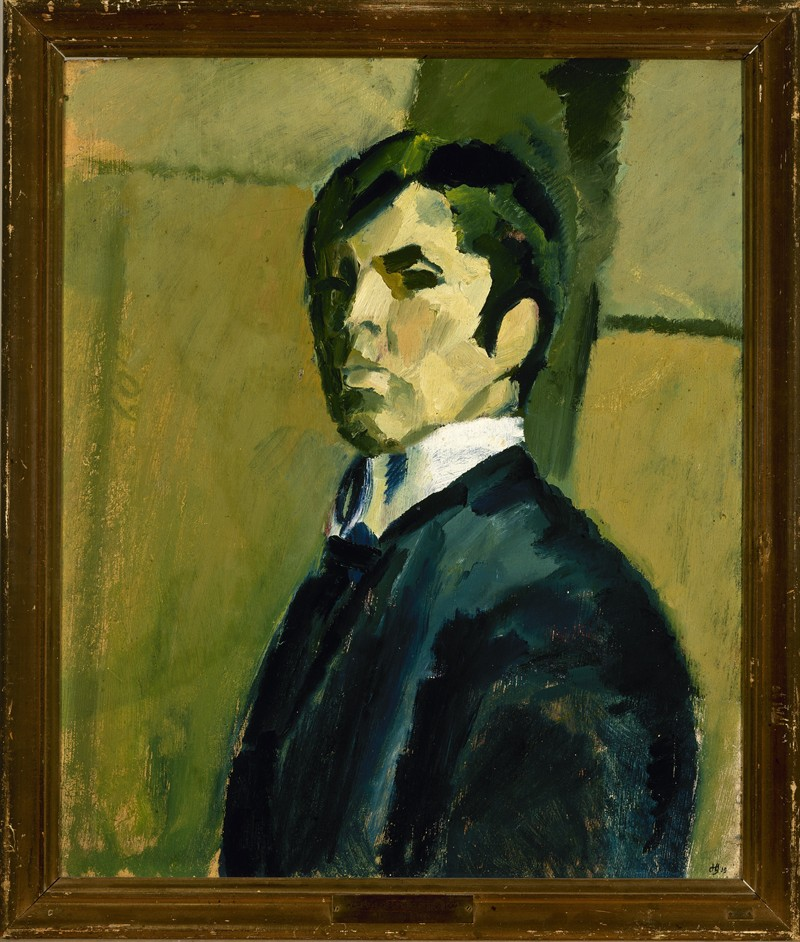
Harald Giersing, Selbstbildnis, 1915

Harald Giersing (* 24. April 1881 in Kopenhagen; † 15. Januar 1927 ebenda) war ein dänischer Maler, der maßgeblich an der Verbreitung des Modernismus in Dänemark zwischen 1910 und 1920 beteiligt war. Er gilt als einer der bedeutendsten dänischen Maler des 20. Jahrhunderts.

## Leben

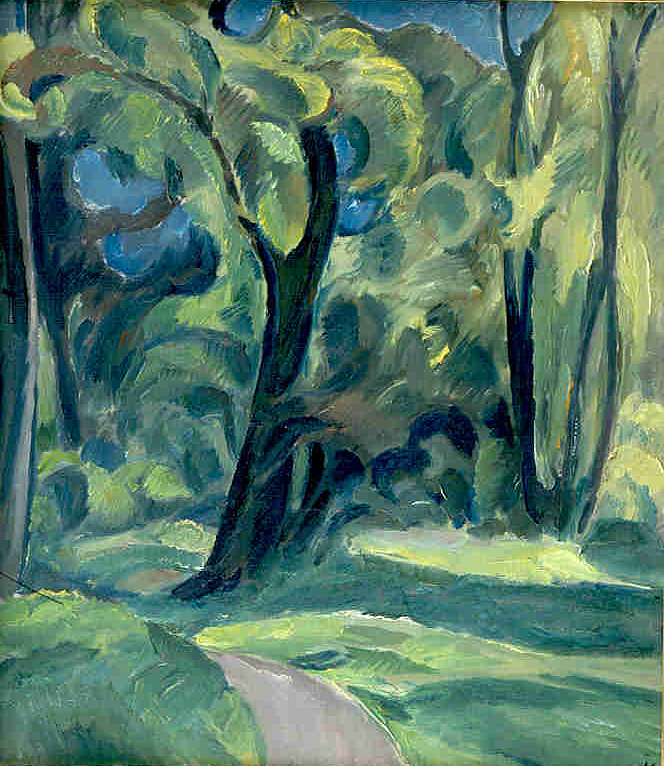
Im Wald bei Sorø, 1915

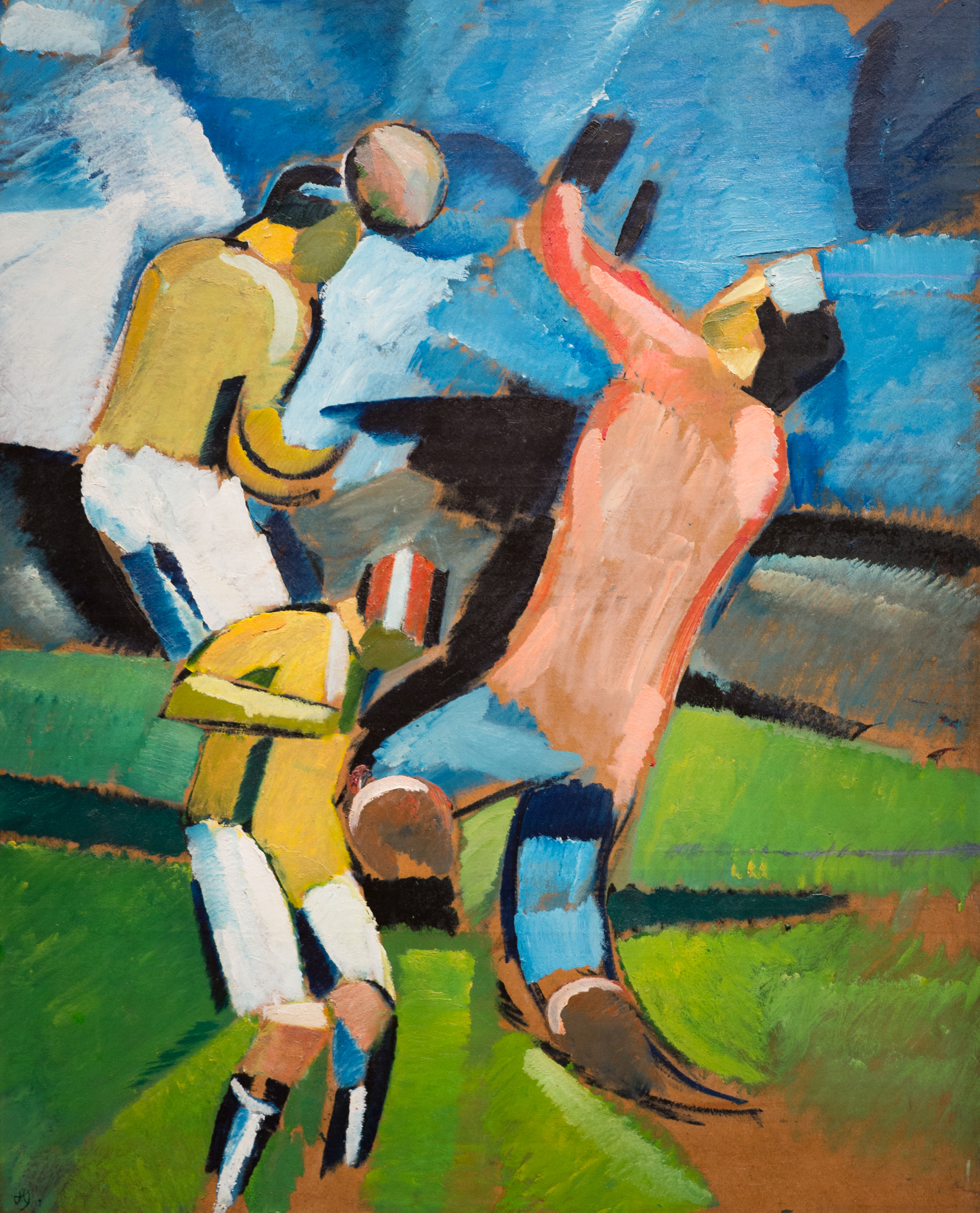
Sofus beim Kopfball, 1917

Giersing war ein Sohn des Großhändlers Niels Peder Gjersing (1852–1921) und dessen Frau Ida Sophie Margrethe (geborene Wilde; 1857–1904). Giersing besuchte von 1899 bis 1900 die Berufsschule in Kopenhagen und studierte dann an der dortigen Kunstakademie von 1900 bis 1904. Außerdem besuchte er die Malschule von Kristian Zahrtmann. Anfangs malte Giersing vor allem realistische Porträts von Familienmitgliedern und kleinformatige Landschaften mit besonderem Augenmerk für ungewöhnliche Lichtsituationen und Wetterphänomene. Als Giersing 1906 nach Paris kam, ließ er sich schnell von Paul Gauguin inspirieren, war aber bald eher Édouard Manet zugetan und schließlich Paul Cézanne und Paul Signac. Ab 1907 interessierte er sich für die Fauvisten und imitierte deren Stil. Doch schon bald wandelte sich sein Stil und er malte mit klaren Farben, teilweise inspiriert von Ernst Ludwig Kirchner.
Nachdem er sich lange auf Porträts und die weibliche Figur konzentriert hatte, widmete er sich ab etwa 1912 der Malerei von Wäldern. Er entwickelte einen wilderen, spontaneren Stil, indem er für den Farbauftrag Spachtel statt Pinsel verwendete. Es folgten offene Landschaften, ab 1918 insbesondere die „Furesø-Bilder“, die am See Furesø entstanden.
Im Jahr 1914 gründete Giersing mit anderen die Künstlergruppe „Grønningen“, in der er eine führende Rolle übernahm. Dies lieferte ihm die Grundlage, an den frühen Ausgaben der neuen Zeitschrift für junge Kunst „Klingen“  mitzuwirken. Nur ein Jahr später gründete er eine Malschule, die der Zeit seines Lebens leitete.
Giersing hatte seit vielen Jahren ein besonderes Interesse an der Malerei von Fußballszenen. Allerdings passte er seinen Ansatz erst 1917 einer eher dynamischen kubistischen Interpretation an, wie in „Sofus beim Kopfball“ von 1917 zu sehen ist. Die Fußballgemälde, wie seine Ballettszenen, basierten auf Fotografien als Ausgangspunkt. Auf diesen lebendigen Bildern haben die Tänzer keine Augen oder ihre Gesichter sind mit Masken bedeckt.
Im Jahr 1917, als er immer erfolgreicher wurde und als Anführer der jüngeren Maler Dänemarks weithin anerkannt wurde, heiratete er Besse Syberg, eine seiner Schülerinnen, die auch sein Lieblingsmodell wurde. Bald darauf schenkte Besses Vater Fritz Syberg ihnen ein kleines Häuschen in Svanninge im Süden von Fünen, wo Giersing mehrere Sommer damit verbrachte, Landschaften zu malen. Ein weiteres beliebtes Motiv dieser Zeit war der Kirchhof in der Nähe der Kirche von Svanninge.
Für Giersing brachten die 1920er Jahre nicht den Erfolg, den er sich erhofft hatte. Nach dem Krieg verlor Kopenhagen seine Attraktivität für Künstler, die in andere Teile Europas zogen. Auf der Grønningen-Ausstellung 1922 in Kopenhagen stellte Giersing fast ausschließlich schwarz-graue Bilder wie die „Drei Damen in Schwarz“ (1919) aus und erhielt viele positive Kritiken. Schließlich kehrte er in seinen späteren Jahren zu einem farbenfroheren Stil zurück. Er starb am 15. Januar 1927 an einer Lungenentzündung.

## Familie
Giersing war seit dem 16. November 1917 mit Johanne Marie Birgitte „Besse“ (geborene Syberg, 1896–1944) verheiratet, der Tochter des Malers Fritz Syberg (1862–1939) und dessen Frau Anna (geborene Hansen, 1870–1914). Seine Ehefrau heiratete nach seinem Tod im Dezember 1928 den Kapellmeister Thomas Jensen (1898–1963).